# Jean-Baptiste Édouard
Jean-Baptiste Édouard, né le 11 juin 1764 à Puligny-Montrachet (Côte-d'Or) et mort le 26 octobre 1836 à Beaune (Côte-d'Or), est un homme politique français.

## Biographie
Jean-Baptiste Édouard parfois appelé Édouard Le Flaive, par l'emploi du nom de son épouse, Claudine Leflaive, est négociant en vin à Puligny-Montrachet avant la Révolution. Il est maire de sa commune, puis administrateur du département de la Côte-d'Or. 
La France devient une monarchie constitutionnelle en application de la constitution du 3 septembre 1791. Le même mois, Jean-Baptiste Édouard est élu député suppléant du département de la Côte-d'Or, le quatrième et dernier, à l'Assemblée nationale législative, où il n'est pas appelé à siéger.  
La monarchie prend fin à l'issue de la journée du 10 août 1792 : les bataillons de fédérés bretons et marseillais et les insurgés des faubourgs de Paris prennent le palais des Tuileries. Louis XVI et sa famille sont incarcérés à la tour du Temple.  
En septembre 1792, Jean-Baptiste Édouard est réélu député du département de la Côte-d'Or, le premier sur quatre, à la Convention nationale. Il est appelé à siéger en floréal an II (mi-mai 1794) en remplacement de Claude Basire, guillotiné en germinal (début avril) aux côtés des indulgents. Lors de l'insurrection du 12 germinal an III, il signe la demande d'appel nominal alors que les anciens membres du Comité de Salut public, Barère, Billaud-Varenne et Collot-d'Herbois sont décrétés de déportation à l'île d'Oléron.  
Maire de Beaune sous le Premier Empire, il est de nouveau député de la Côte-d'Or pendant les Cent-Jours, en 1815.
Nommé chevalier de la Légion d'Honneur en 1815, il est confirmé en 1831.

## Sources
- « Jean-Baptiste Édouard », dans Adolphe Robert et Gaston Cougny, Dictionnaire des parlementaires français, Edgar Bourloton, 1889-1891 [détail de l’édition]